# 2002년 부천국제판타스틱영화제
제6회 부천국제판타스틱영화제는 2002년 7월에 개최된 영화제이다. 부천시민회관 대강당, 부천시청 대강당, 복사골문화센터 아트홀, 소사구청 소향관에서 개최되었다.

## 수상 및 후보

### 작품상(장편)
- 우리 오빠는 뱀파이어 - 스벤 타틱켄 수상

### 여우주연상(장편)
- 사마귀 부인 - 크리스티안 회르비거 수상

### 남우주연상(장편)
- 우리 오빠는 뱀파이어 - 로만 크니즈카 수상

### 감독상(장편)
- 우리 오빠는 뱀파이어 - 스벤 타틱켄 수상

### 심사위원 특별상(장편)
- 검은 물 밑에서 - 나카다 히데오 수상

### 심사위원상(단편)
- 불후의 명작 - 내쉬 에저튼 수상

### 관객상(단편)
- 양상추 여자와 송어 남자 - 구스타보 살메론 수상

### 대상(단편)
- 양상추 여자와 송어 남자 - 구스타보 살메론 수상

### 부천 초이스(장편)
- 해적, 디스코 왕 되다 - 김동원
- 검은 물 밑에서 - 나카다 히데오
- 악마의 꼬리 - 디미테르 페트코프
- 도니 다코 - 리처드 켈리
- 디 아이 - 옥사이드 팽
- 파우스트 5.0 - 알렉스 올레 외2명
- 우리 오빠는 뱀파이어 - 스벤 타딕켄
- 이도공간 - 나지량
- 사마귀 부인 - 파울 하라더

### 부천 초이스(단편)
- 8849m - 고영민
- 아리아 - 피요트르 사페긴
- 고양이의 손 - 로버트 모건
- 오 마이 갓?! - 크리스토프 반 롬페이
- 불후의 명작 - 내쉬 에저튼
- 플랫폼 - 로빈 월터스
- 날 기억해? - 알렉시스 알렉시우
- 시간의 바퀴 - 크리스 슈테너 외2명
- 양상추 여자와 송어 남자 - 구스타보 살메론

### 금지구역
- 버수스 - 기타무라 류헤이
- 골목길의 아이 - 스즈키 쿠세오 외6명

### 판타스틱 단편 걸작선
- 새인지 몰랐던 새 - 송인옥
- 삼국지
- 쉿! 조용 - 이승수
- 수사반장 트위스트 김 - 김태윤
- 악마와 통화하기 - 툰 아츠
- 눈물 - 부지영
- 먹이 - 빌 플림튼
- 복수의 엘레지 - 윤종석
- 잠식 - 주성호
- 몰락 취미를 꿈꾸다 - 유하
- 플리카 - 마르코 버마스 외1명
- 지게차 운전수 클라우스 - 스테판 프렌
- 메리의 성경 이야기 - 케탈 가프니
- 벽에 기대어 - 브뤼노 콜레트
- 인톨러런스 - 송미나
- 연인 - 알렉상드르 뒤보스크
- 좌회전 - 숀 엘리스
- 표본실 사건 - 보리스 하스-차코틴
- 잃어버린 개 - 다니엘 헨들러 외1명
- 미원 - 잠에서 깨어나다 - 수잔 한
- 어머니 - 로이스톤 탄
- 마우스 위드아웃 테일 - 박원철
- 나무아미타불 크리스마스 - 박관호
- 사슬을 풀고 - 엠마 잭슨
- 착시 렌즈 - 이공희
- 보통 사람들 - 박생기
- 배달 왔습니다 - 매튜 로스
- 팔린드롬 - 필립 바신스키
- 수화 - 오현주
- 연분 - 이애림
- 프로그노시스 - 우원석
- 평양 로보걸 - 요우니 호카넨
- 메르토넨시스 - 니콜라스 살리스
- 고이 잠드소서 - 얀 둔스
- 래틀링 - 다프네 홍 외2명
- 리사이클링 - 박재모
- 샹골과 망골 - 모르테자 아하디 외1명
- 쇼 - 전영찬
- 꿈꾸는 엘리펀트맨 - 우메쉬 수클라
- 테일러 - 강병호 외1명
- 테스트 - 바크라브 스반크마이어
- 천둥 돼지 - 앙쥬 페일쏠프
- 투 해피 투 다이 - 최진영
- 폭풍의 뱃노래 - 리노 고우
- 결혼식 - 비에스투어 카이리스
- 우유팩 살인사건 - 아큐정전 2002 - 김영민 외1명
- 보이첵의 마지막 교향곡 - 니콜라이 아르셀
- 요요지가 - 이석연

### 월드 판타스틱 시네마
- 트로마의 칸느 영화제 인디 가이드 - 로이드 카우프만
- 짖어대는 여자 - 카시아 애더믹
- 삐삐 형제 - 후지타 요시야쓰
- 브리트니 베이비, 원 모어 타임 - 루디 보우큰
- 데이곤 - 스튜어트 고든
- 악마의 등뼈 - 기예르모 델 토로
- 프레일티 - 빌 팩스톤
- 글로잉, 그로잉 - 호리에 케이
- 솜씨 좋은 여인 - 페터 심
- 헤드윅 - 존 카메론 미첼
- 이브의 아름다운 키스 - 찰스 허먼 움펠드
- 마지막 순간 - 스티븐 노링턴
- 마지막 눈 - 오바야시 노부히코
- 릴리스 페어 - 린 스톱케윅
- 여자, 전화 - 랄프 후에트너
- 온라인 - 제드 와인트롭
- 스토커 - 마크 로마넥
- 뽀삐 - 김지현
- 슬립워커 - 요하네스 루네보크
- 자살 클럽 - 소노 시온
- 도쿄 파라다이스 이별의 블루스 - 혼다 류이치
- 토이 러브 - 해리 싱클레어
- 사랑의 승리 - 클레어 페플로우
- 웨스트엔드 - 마르쿠스 미슈코브스키 외1명

### 패밀리 판타
- 미노스 - 빈센트 발
- 롤리 - 올리 사렐라
- 상처 - 라스 베르그
- 사냥꾼 페도 - 세르게이 오브차로프

### 메이드 인 코리아
- 재밌는 영화 - 장규성
- 일단 뛰어 - 조의석
- 오버 더 레인보우 - 안진우
- 복수는 나의 것 - 박찬욱
- 화산고 - 김태균
- 집으로... - 이정향

### 특별전
- 난쟁이도 작게 시작했다 - 베르너 헤어조크
- 파타 모르가나 - 베르너 헤어조크
- 피츠카랄도 - 베르너 헤어조크
- 조각가 슈타이너의 황홀경 - 베르너 헤어조크
- 인빈서블 - 베르너 헤어조크
- 라 수프리에르 - 베르너 헤어조크
- 어둠의 교훈 - 베르너 헤어조크
- 나의 친애하는 적 - 클라우스 킨스키 - 베르너 헤어조크
- 노스페라투 - 베르너 헤어조크
- 싸인 오브 라이프 - 베르너 헤어조크
- 버든 오브 드림스 - 레스 블랑크
- 헤어조크, 구두를 먹다 - 레스 블랑크
- 중국의 조인 - 미이케 다카시
- 블루스 하프 - 미이케 다카시
- 데드 오어 얼라이브 - 범죄자 - 미이케 다카시
- 카타쿠리가의 행복 - 미이케 다카시
- 이치 더 킬러 - 미이케 다카시
- 레이니 독 - 미이케 다카시
- 고무 인간의 최후 - 피터 잭슨
- 굿 테이스트 - 토니 하일즈
- 포가튼 실버 - 피터 잭슨 외1명
- 거짓 뒤에서 - 코스타 보티스
- 데드 얼라이브 - 피터 잭슨
- 천상의 피조물 - 피터 잭슨
- 미트 더 피블스 - 피터 잭슨
- 컬러 미 셰임리스 - 조지 쿠차
- 크레이븐 슬럭 - 마이크 쿠차
- 벗고 있을 때 안아줘요 - 조지 쿠차
- 웬델 샘슨의 비밀 - 마이크 쿠차
- 플레샤포이드의 원죄 - 마이크 쿠차
- 브롱스 이야기 - 마이크 쿠차

### 회고전
- 걷지 말고 뛰어라 - 최인호
- 상록수 - 신상옥
- 불꽃 - 유현목
- 나그네는 길에서도 쉬지 않는다 - 이장호
- 독짓는 늙은이 - 최하원
- 순애보 - 한형모
- 갯마을 - 김수용
- 소나기 - 고영남